# Verdet de ventre taronja oriental
El verdet de ventre taronja oriental (Chloropsis lazulina) és un ocell de la família dels cloropseids (Chloropseidae).

## Hàbitat i distribució
Habita el bosc obert i matolls del sud de la Xina, nord i centre del Vietnam i l'illa de Hainan.